# Orgeval (Aisne)
Orgeval település Franciaországban, Aisne megyében. Lakosainak száma 55 fő (2022. január 1.). Orgeval Bièvres, Chérêt, Martigny-Courpierre és Montchâlons községekkel határos.

## Népesség
A település népességének változása:
| Lakosok száma | 50   | 61   | 60   | 69   | 68   | 65   | 66   | 60   | 57   | 55   |
|               | 1968 | 1982 | 1990 | 2006 | 2013 | 2015 | 2017 | 2019 | 2020 | 2022 |